# Anthony Stewart
Pour les articles homonymes, voir Stewart.
Anthony Stewart (né le 5 janvier 1985 à Montréal dans l'arrondissement de LaSalle, dans la province de Québec au Canada) est un joueur professionnel canadien de hockey sur glace,.

## Carrière de joueur
Anthony Stewart est repêché 25e au total lors du repêchage de 2003 de la Ligue nationale de hockey par les Panthers de la Floride lors de son passage avec les Frontenacs de Kingston. Il devient capitaine de son équipe junior lors de ses deux dernières saisons, soit de 2003 à 2005. Il participe avec l'équipe LHO au Défi ADT Canada-Russie en 2003 et 2004.
Il devient professionnel vers la fin de la saison 2004-2005 en jouant dans la Ligue américaine de hockey pour le Rampage de San Antonio, club-école des Panthers. Il fait ses débuts dans la LNH avec les Panthers en 2005-2006 alors qu'il joue dix parties. Il se blesse toutefois au poignet lors d'un match en novembre 2005 contre les Hurricanes de la Caroline et manque le restant de la saison. Après trois autres saisons à jouer entre les Panthers et la LAH, il passe toute la saison 2008-2009 dans la LNH avec l'équipe de Floride et joue 59 matchs pour 7 points.
Il signe avec les Thrashers d'Atlanta lors de l'été 2009 et passe la saison 2009-2010 avec la filiale des Thrashers dans la LAH, les Wolves de Chicago. Il joue par contre la saison 2010-2011 entière avec les Thrashers alors qu'il joue 77 parties pour 39 points. Il marque son premier tour du chapeau le 15 octobre lors d'un match des Thrashers contre les Ducks d'Anaheim. 
En juillet 2011, il signe un contrat pour deux ans avec les Hurricanes de la Caroline. Il joue une saison avec les Hurricanes puis passe la première partie de la saison 2012-2013 en Angleterre avec les Nottingham Panthers, alors que la LNH est affectée par un lock-out. Une fois la grève terminée, il est échangé le 13 janvier 2013 aux Kings de Los Angeles avec un choix de quatrième tour en 2013 et un choix de sixième tour en 2014 contre Kevin Westgarth. Les Kings ne le font toutefois pas jouer et le placent au ballotage où il finit par être envoyé aux Monarchs de Manchester dans la LAH.
En vue de la saison 2013-2014, il accepte un essai professionnel avec les Sharks de San José mais est libéré par l'équipe avant le début de la saison. Il s'entend alors avec l'Avtomobilist Iekaterinbourg dans la Ligue continentale de hockey (KHL) mais après 19 matchs pour seulement 2 points, son contrat avec l'équipe est rompu après un accord commun. Le 16 décembre 2013, il est engagé par le HC Fribourg-Gottéron afin de pallier les absences pour blessure de Marc-Antoine Pouliot, de Christian Dubé et d'Antti Miettinen,.

## Parenté dans le sport
Il est le frère de Chris Stewart.

## Statistiques

### En club
| Saison     | Équipe                      | Ligue      |     | Saison régulière | Saison régulière | Saison régulière | Saison régulière | Saison régulière |   | Séries éliminatoires | Séries éliminatoires | Séries éliminatoires | Séries éliminatoires | Séries éliminatoires |
| Saison     | Équipe                      | Ligue      | PJ  | B                | A                | Pts              | Pun              | PJ               | B | A                    | Pts                  | Pun                  |                      |                      |
| 2001-2002  | Frontenacs de Kingston      | LHO        | 65  | 19               | 24               | 43               | 12               | 1                | 0 | 0                    | 0                    | 0                    |                      |                      |
| 2002-2003  | Frontenacs de Kingston      | LHO        | 68  | 32               | 38               | 70               | 47               | -                | - | -                    | -                    | -                    |                      |                      |
| 2003-2004  | Frontenacs de Kingston      | LHO        | 53  | 35               | 23               | 58               | 76               | 5                | 3 | 4                    | 7                    | 7                    |                      |                      |
| 2004-2005  | Frontenacs de Kingston      | LHO        | 62  | 32               | 35               | 67               | 70               | -                | - | -                    | -                    | -                    |                      |                      |
| 2004-2005  | Rampage de San Antonio      | LAH        | 10  | 1                | 2                | 3                | 14               | -                | - | -                    | -                    | -                    |                      |                      |
| 2005-2006  | Americans de Rochester      | LAH        | 4   | 2                | 3                | 5                | 0                | -                | - | -                    | -                    | -                    |                      |                      |
| 2005-2006  | Panthers de la Floride      | LNH        | 10  | 2                | 1                | 3                | 2                | -                | - | -                    | -                    | -                    |                      |                      |
| 2006-2007  | Americans de Rochester      | LAH        | 62  | 13               | 14               | 27               | 64               | 6                | 2 | 0                    | 2                    | 2                    |                      |                      |
| 2006-2007  | Panthers de la Floride      | LNH        | 10  | 0                | 1                | 1                | 2                | -                | - | -                    | -                    | -                    |                      |                      |
| 2007-2008  | Panthers de la Floride      | LNH        | 26  | 0                | 1                | 1                | 0                | -                | - | -                    | -                    | -                    |                      |                      |
| 2007-2008  | Americans de Rochester      | LAH        | 54  | 13               | 18               | 31               | 61               | -                | - | -                    | -                    | -                    |                      |                      |
| 2008-2009  | Panthers de la Floride      | LNH        | 59  | 2                | 5                | 7                | 34               | -                | - | -                    | -                    | -                    |                      |                      |
| 2009-2010  | Wolves de Chicago           | LAH        | 77  | 12               | 19               | 31               | 67               | 13               | 9 | 3                    | 12                   | 6                    |                      |                      |
| 2010-2011  | Thrashers d'Atlanta         | LNH        | 80  | 14               | 25               | 39               | 55               | -                | - | -                    | -                    | -                    |                      |                      |
| 2011-2012  | Hurricanes de la Caroline   | LNH        | 77  | 9                | 11               | 20               | 30               | -                | - | -                    | -                    | -                    |                      |                      |
| 2012-2013  | Nottingham Panthers         | EIHL       | 19  | 6                | 5                | 11               | 14               | -                | - | -                    | -                    | -                    |                      |                      |
| 2012-2013  | Monarchs de Manchester      | LAH        | 30  | 4                | 3                | 7                | 31               | 4                | 1 | 0                    | 1                    | 0                    |                      |                      |
| 2013-2014  | Avtomobilist Iekaterinbourg | KHL        | 19  | 1                | 1                | 2                | 6                | -                | - | -                    | -                    | -                    |                      |                      |
| 2013-2014  | HC Fribourg-Gottéron        | LNA        | 13  | 3                | 5                | 8                | 20               | -                | - | -                    | -                    | -                    |                      |                      |
| 2013-2014  | Rapperswil-Jona Lakers      | LNA        | 2   | 0                | 1                | 1                | 0                | 2                | 0 | 0                    | 0                    | 4                    |                      |                      |
| 2014-2015  | KHL Medveščak Zagreb        | KHL        | 12  | 1                | 1                | 2                | 6                | -                | - | -                    | -                    | -                    |                      |                      |
| 2015-2016  | Marquis de Jonquière        | LNAH       | 12  | 3                | 8                | 11               | 16               | -                | - | -                    | -                    | -                    |                      |                      |
| Totaux LNH | Totaux LNH                  | Totaux LNH | 262 | 27               | 44               | 71               | 123              | -                | - | -                    | -                    | -                    |                      |                      |

### En équipe nationale
Il a représenté le Canada en sélection jeune.
| Année | Compétition                  |   | PJ | B | A  | Pts | Pun               |  | Résultat |
| 2003  | Championnat du monde -18 ans | 7 | 6  | 0 | 6  | 6   | Médaille d'or     |  |          |
| 2004  | Championnat du monde junior  | 6 | 5  | 6 | 11 | 2   | Médaille d'argent |  |          |
| 2005  | Championnat du monde junior  | 6 | 3  | 1 | 4  | 0   | Médaille d'or     |  |          |